# Radosław Żukowski
Radosław Marek Żukowski (ur. 11 listopada 1955 we Wrocławiu) – polski bas.
Urodził się we Wrocławiu w 1955 roku. Ukończył w 1982 roku Akademię Muzyczną we Wrocławiu w klasie Ireny Gałuszko, uzyskując specjalna nagrodę rektora i Senatu „za osiągnięcia w czasie studiów”. Jest laureatem np. konkursów: im. A. Didura, Bytom 1981 (II nagroda i 5 wyróżnień); im. P. Czajkowskiego, Moskwa 1982 (VI nagroda); im. F. Viñasa, Barcelona 1982 (II nagroda – pierwszej nie przyznano) i Voci Verdiane, Busetto 1982. W 2010 roku otrzymał Brązowy Medal „Zasłużony Kulturze Gloria Artis”.
Posiada rozległy repertuar operowy i oratoryjny. Jest solistą Opery Wrocławskiej, współpracuje w TV w Poznaniu i Gran Teatro S’Carlo w Lizbonie, występuje na filharmonicznych estradach krajowych i zagranicznych, brał udział w licznych festiwalach, m.in.: w Bayreuth, Bad Hersfeld, Lipsku (Bach Fest), Brukseli (Jubilate Polonia '94), Wrocławiu (Wratislavia Cantans).
Brał udział w międzynarodowych festiwalach, m.in.: Festiwal Krzysztofa Pendereckiego w Krakowie (1998), Wratislavia Cantans, Bad Hersfeld Festival, Santander Festival, Festiwal Muzyki Europejskiej w Tokio, Festiwal Muzyki Sakralnej w Jerozolimie, Festiwal Bachowski w Dreźnie.